# باد فيلدباد
باد ويلدباد (بالألمانية: Bad Wildbad) هي بلدة، الحمامات الطبية، مدينة وبلدة ألمانية تقع في ألمانيا في بادن-فورتمبيرغ. يقدر عدد سكانها بـ 10,878 نسمة .